# Chemilly-sur-Yonne
Chemilly-sur-Yonne ist eine französische Gemeinde mit 783 Einwohnern (Stand: 1. Januar 2022) im Département Yonne in der Region Bourgogne-Franche-Comté; sie gehört zum Arrondissement Auxerre und zum Kanton Saint-Florentin.

## Geographie
Chemilly-sur-Yonne liegt etwa elf Kilometer nördlich von Auxerre. Der Fluss Yonne begrenzt die Gemeinde im Nordwesten. Umgeben wird Chemilly-sur-Yonne von den Nachbargemeinden Beaumont im Norden, Seignelay im Osten und Nordosten, Gurgy im Süden und Westen sowie Chichery im Nordwesten.

## Bevölkerungsentwicklung
| Jahr                       | 1962 | 1968 | 1975 | 1982 | 1990 | 1999 | 2006 | 2012 | 2018 |
| Einwohner                  | 527  | 523  | 515  | 623  | 841  | 862  | 805  | 975  | 908  |
| Quellen: Cassini und INSEE |      |      |      |      |      |      |      |      |      |

## Sehenswürdigkeiten
- Kirche Saint-Georges
- Schloss Barreau
- Lavoir aus dem 19. Jahrhundert

## Verkehr
Der Bahnhof Chemilly-Appogny liegt an der Bahnstrecke Laroche-Migennes–Cosne und wird von Regionalverkehrszügen des TER Bourgogne-Franche-Comté bedient.